# Expoingá
Exposição Feira Agropecuária, Industrial e Comercial de Maringá ou Expoingá é uma feira agroindustrial realizada anualmente na cidade de Maringá, Paraná.

## Programação
A 51ª edição aconteceu entre os dias 8 e 18 de maio de 2025. A feira ocorreu no Parque Internacional de Exposições Francisco Feio Ribeiro, em um espaço de 47 mil m². A Arena de Show e Rodeios tem capacidade para 14 mil pessoas, uma das maiores arenas cobertas da América Latina.
A programação da Expoingá traz expositores do setor agropecuário, empresas de maquinários agrícolas e carros, instituições bancárias, empresas de desenvolvimento tecnológico agrícola, parque de diversões, praça de alimentação, shows (geralmente de grandes artistas do sertanejo nacional), rodeios, leilões de animais, simpósios, palestras e oficinas. Tradicionalmente, a entrada é franca no dia 12 de maio (aniversário da cidade).

## História

### 1972
Aconteceu em 1972, pela primeira vez, a então chamada EXPOFEMA (Exposição-Feira Agropecuária e Industrial de Maringá). Desde sua primeira edição, o evento é sempre realizado no Parque Internacional de Exposições Francisco Feio Ribeiro (à época Parque de Exposição Pres. Emílio Garrastazu Médici). A primeira edição, bem como as seis seguintes, foi organizada pela Prefeitura Municipal de Maringá.
A feira foi inaugurada como parte da comemoração dos 25 anos da cidade, sendo realizada entre os dias 16 e 28 de maio de 1972. Cerca de 550 mil pessoas passaram pela primeira edição do evento.

### 1974
A partir da terceira edição (1974), o evento passa a se chamar EXPOINGÁ (Exposição Feira Agropecuária, Industrial de Maringá). Este ano, assim como o anterior, a feira foi realizada no fim do mesmo, não no mês de maio.
Neste ano, a Prefeitura realizou um concurso para criação da identidade visual da edição. O vencedor do concurso, José Luiz Sassala, criou um cartaz que apresentava um berrante, importante referência da cultura agropecuária local.

### 1979
No dia 17 de julho de 1979 foi oficialmente criada a Sociedade Rural de Maringá (SRM), uma associação civil sem fim lucrativos, com incentivo do então prefeito João Paulino Vieira Filho, que, apesar de gostar da feira, não acreditava que deveria ser função da Prefeitura organizá-la.

### 1981
A nona edição do evento (1981) foi a primeira a ser organizada unicamente pela SRM, sem apoio direto da Prefeitura. Desde então, tanto a gestão do Parque de Exposições quanto a realização da feira são responsabilidade da associação.

### 1997
Em 1997, em comemoração aos 50 anos da cidade de Maringá e 25 da Expoingá, a relização do evento contou com apoio da Prefeitura Municipal de Maringá, do Governo do Estado do Paraná e do SEBRAE-PR. O jornal Diário do Norte do Paraná, no dia 13 de maio de 1997, afirmou que esta edição foi visitada por mais de 421 mil pessoas, aproxidamente 1,6 vezes a população de Maringá de acordo com censo de 1996 realizado pelo IBGE.

### 2020 e 2021
Nos anos de 2020 e 2021, devido às restrições impostas pela pandemia de COVID-19, a feira não pôde ser realizada.
Inicialmente, por conta das normas de segurança que impediam a realização de eventos com grandes quantidades de participantes, a organização planejava proceder com a 48ª edição da feira em  outubro de 2021. Em agosto de 2021, a SRM anunciou que a próxima edição da Expoingá aconteceria apenas em 2022.

### 2024
No ano de de 2024, a Expoingá chegou à sua 50ª edição.